# 水球女子日本代表
水球女子日本代表（すいきゅうじょしにほんだいひょう）は、日本水泳連盟により国際大会に派遣される女子水球のナショナルチームである。愛称は男子代表と同じく「ポセイドン・ジャパン」。
2000年シドニーオリンピックで初めて女子の水球競技が採用されて以来、日本代表の五輪出場はなかったが、自国開催となる2020年東京オリンピックで初出場を果たす。

## 成績

### オリンピック
- 2000年 — 不出場
- 2004年 — 不出場
- 2008年 — 不出場
- 2012年 — 不出場
- 2016年 — 不出場
- 2020年 — 9位
- 2024年 — 不出場

### 世界選手権
- 1986年 — 不出場
- 1991年 — 不出場
- 1994年 — 不出場
- 1998年 — 不出場
- 2001年 —  11位
- 2003年 —  11位
- 2005年 — 不出場
- 2007年 — 不出場
- 2009年 — 不出場
- 2011年 —
- 2013年 —
- 2015年 —  15位
- 2017年 —  13位
- 2019年 —  13位
- 2021年 —
- 2023年 —  14位

### FINAワールドリーグ
- 2002年 — 不出場
- 2003年 — 不出場
- 2004年 — 不出場
- 2005年 — 不出場
- 2006年 — 不出場
- 2007年 — 予選ラウンド
- 2008年 — 予選ラウンド
- 2009年 — 予選ラウンド
- 2010年 — 予選ラウンド
- 2011年 —
- 2012年 —
- 2013年 — 予選ラウンド[1]
- 2014年 — 予選ラウンド[2]
- 2015年 — 予選ラウンド[3]
- 2016年 — 予選ラウンド[4]
- 2017年 — 8位
- 2018年 — 8位
- 2019年 — 予選ラウンド
- 2020年 —
- 2021年 —

### アジア選手権
- 2012年 — 3位
- 2015年 ー 準優勝

### アジア競技大会
- 2014年 - 準優勝
- 2018年 -
- 2022年 -